# Marie Cacková
JUDr. Marie Cacková (* 13. července 1965 v Boskovicích) je česká novinářka a politička, bývalá členka Rady Jihomoravského kraje a ředitelka krajské pobočky Úřadu práce ČR v Brně.

## Život
Po absolvování Právnické fakulty Masarykovy univerzity pracovala v roce 1989 jako redaktorka v novinách Lidová demokracie. Následně působila od roku 1991 jako koncipientka a poté od roku 1995 jako advokátka ve společné advokátní kanceláři JUDr. Čech a spol. Se synem Filipem žije ve městě Kunštátu, kde v letech 1994–1999 vykonávala funkci místostarostky a následně zastupitelky.

## Krajská zastupitelka
Zastupitelkou Jihomoravského kraje byla od roku 2000 do roku 2012. Ve volebním období 2004 – 2008 byla členkou Rady Jihomoravského kraje, v její kompetenci byla oblast sociálních věcí. V roce 2008 byla zvolena předsedkyní Výboru pro sociální věci, rodinu a zdravotnictví. 3. září 2010 byla znovu zvolena členkou Rady Jihomoravského kraje. Do její kompetence patřila oblast rodinné politiky a legislativa. Stála u zrodu projektu Rodinných pasů a Senior pasů na jižní Moravě.

## Ředitelka krajské pobočky Úřadu práce
V říjnu 2012 zvítězila ve výběrovém řízení na místo ředitelky krajské pobočky Úřadu práce ČR v Brně. Do funkce nastoupila 1. listopadu téhož roku. V této funkci jako jednu z prvních věcí vyřídila na 3 tisíce dříve podaných žádostí o příspěvek na péči a mobilitu. V dubnu 2013 začala zavádět projekt společnosti Místní sociální služby (MSS), ve kterém si dlouhodobě nezaměstnaní měli najít práci v sociálních službách a budou pečovat o nemocné či staré lidi v okolí bydliště.
V prosinci 2013 rezignovala na funkci ředitelky pobočky. Stalo se to poté, co nové vedení ministerstva práce uvedený projekt zastavilo a po firmě začalo požadovat vrácení vyplacených dotací ve výši 20 milionů korun.

## Funkce v KDU-ČSL
Členkou KDU-ČSL byla od roku 1988, byla mj.členkou krajského výboru KDU-ČSL Jihomoravského kraje a předsednictva okresního výboru KDU-ČSL na Blanensku. Členství ve straně ukončila na podzim 2012.

## Zájmy
K jejím zájmům patří literatura, výtvarné umění (francouzští impresionisté), cykloturistika a kočkovité šelmy.